# Tercera clase (marina)

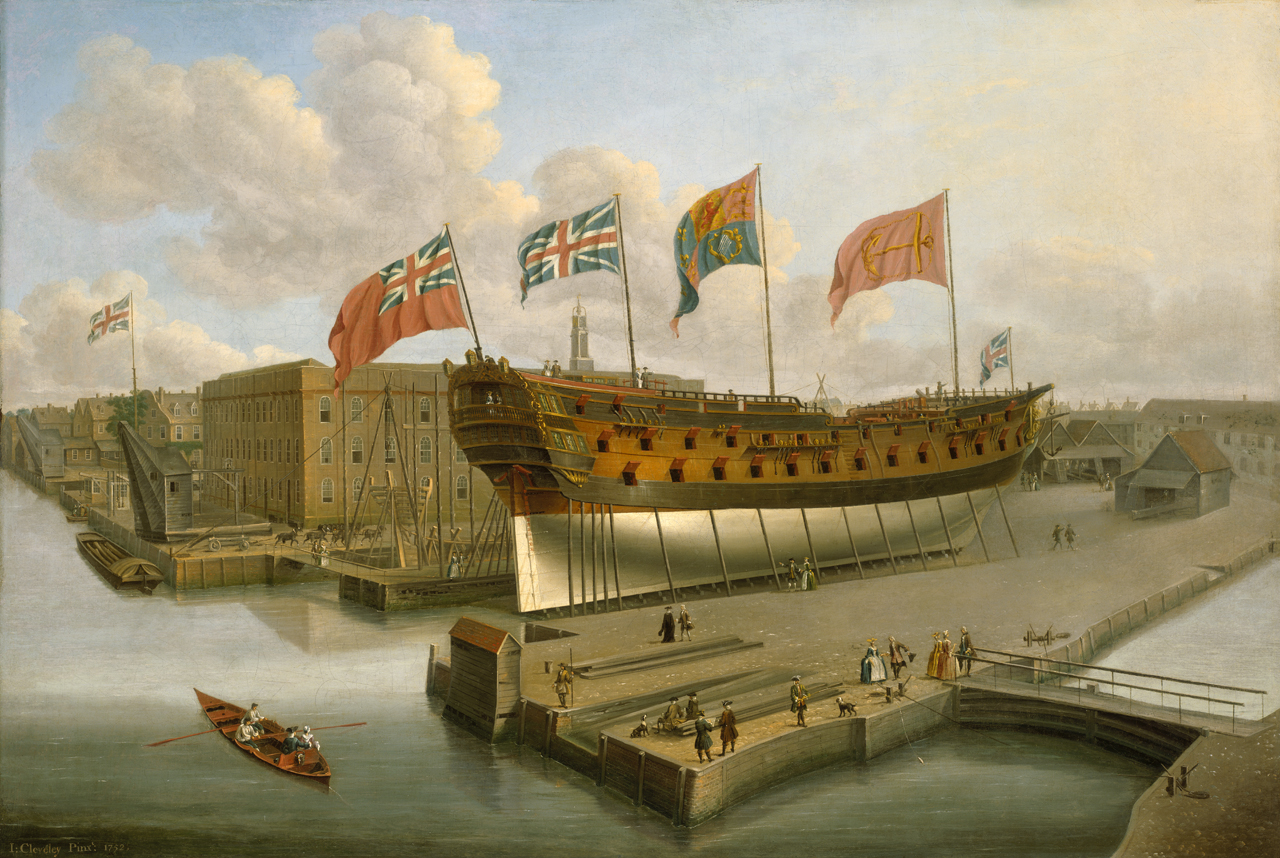
El HMS Buckingham, un navío de línea de tercera clase, antes de su ceremonia de botadura en 1751

 En el sistema de clasificación de la Royal Navy, la tercera clase se refería a un tipo de navío de línea que desde la década de 1720 montaba entre 64 y 80 cañones, típicamente construidos con dos cubiertas de cañones (de ahí el término relacionado de dos pisos). Años de experiencia demostraron que los barcos de tercera categoría representaban el mejor equilibrio entre capacidad de navegación (velocidad y manejo), potencia de fuego y coste. Mientras que los barcos de primera y segunda categoría eran más grandes y más poderosos, los barcos de tercera categoría tenían configuración óptima, más equilibrada en cuanto a armamento, maniobra y velocidad.

## En laRoyal Navy
Cuando el sistema de clasificación se estableció por primera vez en la década de 1620, la tercera clase se definió como aquellos barcos que tenían al menos 200 pero no más de 300 hombres. Anteriormente, el tipo había sido clasificado como middling ships. En la década de 1660, los medios de clasificación habían pasado del número de hombres al número de cañones montados en carros, y las terceras clases en ese momento montaban entre 48 y 60 cañones. La introducción de un sistema de rango formal en 1677 estableció una primera clasificación de 70 cañones para un barco de tercera clase. Posteriormente fue revisado para incluir otros tipos.
A principios de siglo, los límites de los criterios habían aumentado y la tercera clase ya portaba más de 60 cañones, la segunda clase tenía entre 90 y 98 cañones, mientras que la primera clase tenía 100 o más. La cuarta clase tenía, por contra, entre 48 y 60 cañones. En la segunda mitad del siglo XVIII, su tripulación rondaba entre 500 y 720 hombres.
Esta designación se volvió especialmente común porque incluía el navío de 74 cañones, que eventualmente llegó a ser el tamaño de "barco grande" más popular para las armadas de varias naciones. Era un barco más fácil de manejar que un barco de primera o segunda categoría, pero aún poseía suficiente potencia de fuego para destruir potencialmente a cualquier oponente que no fuera de tres cubiertas. También era más barato su mantenimiento.
A finales del siglo XVIII, los barcos de línea generalmente se clasificaban directamente por su número de cañones, e incluso se usaban los números como el nombre de la clase, como en "un escuadrón de tres 74", pero oficialmente el sistema de clasificación continuó. hasta el final de la Era de la navegación a vela, sufriendo sólo una modificación en 1817.

## Regulación y estancamiento
| Nº de cañones | Nº de cubiertas | Armamento (cañones × libras), por año | Armamento (cañones × libras), por año | Armamento (cañones × libras), por año | Armamento (cañones × libras), por año | Armamento (cañones × libras), por año |
| Nº de cañones | Nº de cubiertas | 1685                                  | 1706                                  | 1719                                  | 1745                                  | 1760                                  |
| ------------- | --------------- | ------------------------------------- | ------------------------------------- | ------------------------------------- | ------------------------------------- | ------------------------------------- |
| 80            | 3               |                                       | 26 × 24, 26 × 12 28 × 6               | 26 × 32, 26 × 12(18) 28 × 6           | 26 × 32, 26 × 18 26 × 9, 4 × 6        |                                       |
| 80            | 2               | 26 × 24, 26 × 12 28 × 6               |                                       |                                       |                                       | 30 × 24, 32 × 18 18 × 9, 2 × 3        |
| 74            | 2               |                                       |                                       |                                       |                                       | 28 × 32, 28 × 18 18 × 9               |
| 70            | 2               | variado                               | 24 × 24, 26 × 9 16 × 6, 4 × 3         | 26 × 24, 26 × 12 18 × 6               | 26 × 32, 28 × 18 16 × 9               |                                       |
| 64            | 2               | 26 × 24, 26 × 9 12 × 6                |                                       |                                       |                                       | 26 × 24, 26 × 18 10 × 4, 2 × 9        |

Toda la primera mitad del siglo XVIII en Gran Bretaña se caracteriza por una estricta regulación tanto de las armas como del diseño, en la llamada era de las regulaciones. Durante este período, solo dos tipos, prácticamente sin cambios, se incluyeron en la tercera clase: el de tres cubiertas con 80 cañones y el de dos cubiertas con 70 cañones. El primero se obtuvo añadiendo una tercera cubierta a los viejos barcos de 80 cañones y redistribuyendo el armamento. De hecho, era una versión más pequeña del modelo de 90 cañones, que a su vez era un tres cubiertas más económico. Por supuesto, en aras de la economía, el modelo de 80 cañones heredó todas sus deficiencias, principalmente en navegabilidad. Sin embargo, el Parlamento y el gobierno insistieron en su construcción, creyendo que la ventaja de que 3 cubiertas (reales o imaginarias), junto con el ahorro presupuestario, superaba todas las desventajas. Sin embargo, su construcción esencialmente cesó en 1741. Después de esto, sólo se completaron 3 barcos, siendo el último el HMS Cambridge.
El tipo de dos pisos y 80 cañones (ver más abajo) que apareció después de 1756 consistía en capturas al enemigo, principalmente francesas. Más tarde, a modo de experimento, se construyeron dos barcos similares en Gran Bretaña.
El tipo de barco de 70 cañones después de 1709 se convirtió en el más numeroso de los navíos de la Royal Navy. Así permaneció durante toda la era de las regulaciones, y el Almirantazgo se resistió obstinadamente al aumento de tamaño, aunque se produjeron algunos cambios progresivos. Su predecesor en este rol fue el modelo de 64 cañones, luego degradado a cuarta clase por menor potencia de fuego.
Pero en 1750, el estancamiento en la construcción naval y el retraso con respecto a Francia se hicieron demasiado evidentes. Al final de la era de las regulaciones, el cañón de 64 apareció nuevamente como de tercera categoría. Pero este era un proyecto completamente diferente, con mayores dimensiones y armamento. El navío de 70 cañones dejó de construirse de forma regular y su lugar fue ocupado por el modelo de 74 cañones, que resultó ser el mejor en el equilibrio entre capacidad de combate y coste.

## Era de la vela (1756-1815)

### Barco de 64 cañones
| Año  | En servicio | En astillero o en reserva |
| ---- | ----------- | ------------------------- |
| 1793 | 2           | 28                        |
| 1797 | 28          | 2                         |
| 1799 | 22          | 4                         |
| 1801 | 21          | 6                         |
| 1804 | 8           | 12                        |
| 1808 | 19          | 2                         |
| 1810 | 11          | 1                         |
| 1811 | 9           | 0                         |
| 1814 | 1           | 0                         |

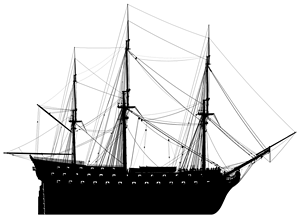
Navío de línea de 64 cañones HMS Ardent (1773)

El navío de dos cubiertas y 64 cañones estaba perdiendo terreno al comienzo de las Guerras Napoleónicas. Todavía se le consideraba apto para el combate de escuadrón y, por lo tanto, mantuvo su lugar en la línea de batalla, pero cada vez más se encontraba en roles secundarios.
A diferencia de los acorazados más grandes, solo tenía cañones de 24 libras como arma principal y, por lo tanto, era un punto débil obvio de la línea y, por lo tanto, una preocupación constante para sus comandantes. Este hecho fue reconocido durante la Guerra de Independencia de los Estados Unidos, y después ni Inglaterra ni Francia construyeron tales barcos. Gracias al gran programa iniciado en Inglaterra durante esa guerra, en 1793 todavía había 30 barcos de este tipo en servicio. El desgaste natural redujo su número, pero se consiguieron muchos por captura al enemigo: la mayoría a los Países Bajos, pero también tres a Dinamarca e incluso dos construidos originalmente para la Orden de Malta.
Muy pocos de ellos eran aptos para largas travesías y los que no se ponían en reserva, acababan normalmente como transportes de tropas o almacenes flotantes. Sin embargo, la necesidad de barcos creció tan rápidamente que, en 1796, la Royal Navy adquirió tres barcos de la Compañía Británica de las Indias Orientales que se estaban construyendo en el Támesis y los reconvirtió en barcos de 64 cañones. Sus troneras fueron rediseñadas para acomodar veintiséis cañones de 24 libras, en lugar de los veintiocho cañones de 18 libras diseñados según el proyecto. Aunque eran más largos que los diseños convencionales, se los consideraba inadecuados debido a su mala marcha y escasa maniobra. Sus cascos abombados estaban diseñados para transportar grandes cargas y entre los marineros recibieron el despectivo sobrenombre de “barcos de té y azúcar”  (en inglés Tea and sugar ships).
En 1809-1810, el número de barcos de 64 cañones en servicio activo disminuyó drásticamente. Al mismo tiempo, comenzaron a entrar en servicio los denominados barcos topográficos de 74 cañones. Como resultado, los navíos de 64 cañones 64 el papel de buques insignia en puestos avanzados, tareas de escolta o se convirtieron en auxiliares.

### Barco de 74 cañones

#### Buques ordinarios
| Año  | Ordinarios  | Ordinarios                 | Large class | Large class                |
| Año  | En servicio | En reparación o en reserva | En servicio | En reparación o en reserva |
| ---- | ----------- | -------------------------- | ----------- | -------------------------- |
| 1793 | 18          | 40                         | 1           | 2                          |
| 1796 | 48          | 8                          | 6           | 2                          |
| 1799 | 41          | 8                          | 17          | 3                          |
| 1801 | 39          | 11                         | 17          | 3                          |
| 1805 | 30          | 13                         | 19          | 5                          |
| 1808 | 47          | 4                          | 29          | 1                          |
| 1811 | 56          | 6                          | 24          | 4                          |
| 1814 | 64          | 3                          | 21          | 9                          |

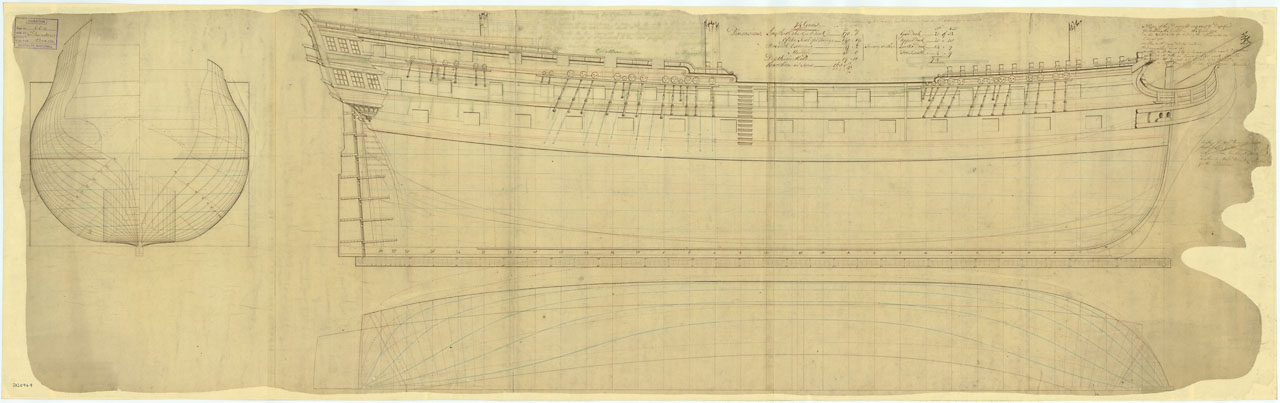
Plano que muestra la planta, las líneas principales y el semicorte de la manga de los navíos Thunderer (1783), Terrible (1785), Venerable (1784), Victorious (1785), Theseus (1786), Ramillies (1785) y Hannibal (1786), todos de Tercera Clase de 74 cañones, de dos cubiertas. El plan también registra modificaciones a fecha de enero de 1813 para reclasificar los navío a fragatas, relacionadas específicamente con el Majestic (1785), Resolution (1770) y Culloden (1783), todas de tercera clase de 74 cañones y dos cubiertas. Sólo el Majestic fue reducido a un cuarta clase de 58 cañones, ya que los otros dos fueron desmantelados en 1813.

Desde principios del siglo XVIII, el navío de dos cubiertas y unos 70 cañones estuvo bien representado en todas las potencias navales. Alrededor de 1750, el número de cañones había aumentado a 74. No había ninguna lógica especial detrás de esto, simplemente alargando las cubiertas de las baterías hizo posible agregar dos troneras en cada una, elevando el número de cañones a 28. El armamento de las superestructuras (castillos de proa y popa) seguía siendo de 18 cañones.
Alrededor de 1755, las dimensiones principales se nivelaron a un estándar de 168 pies (51,2 m) a lo largo de la plataforma de la batería y 1650 toneladas de desplazamiento. La cubierta inferior contaba con baterías de 24 libras, la superior las tenía de 18 libras. Fueron complementados con cañones de 9 libras en los castillo de proa y el alcázar. Estos barcos fueron en gran parte creación de Thomas Slade, constructor del HMS Victory, el capitán favorito de George Anson y uno de los mejores carpinteros navales de la era de la vela. Slade y sus alumnos experimentaron con otras medidas, pero las dimensiones básicas permanecieron sin cambios hasta el final de la Guerra de Independencia de los Estados Unidos y, en algunos casos, más tarde. Apodados "común" o "clase común", estos barcos formaron la columna vertebral de la  flota de batalla en 1793. Aunque su número disminuyó constantemente durante la década de 1790, experimentaron un nuevo aumento después de Trafalgar. La razón del cambio de tendencia es doble. Por un lado, la construcción de barcos "grandes" de 74 cañones y la reposición de la flota con capturas al enemigo compensaron la pérdida de los "ordinarios". Por otro lado, a partir de 1800 se volvió a tener un tamaño más modesto, ya que las nuevas construcciones y la ampliación del teatro de guerra obligaron a poner en servicio básicamente todo aquello que pudiera flotar.

#### Large class
El tipo de grandes barcos de 74 cañones (en inglés Large Class) se remonta al HMS Valiant y al HMS Triumph. Ambos fueron construidos sobre el modelo del L'Invincible francés capturado en 1747. En comparación con el buque estándar de 74 cañones, su desplazamiento era mayor: 1800 toneladas y había cañones de 24 libras en ambas cubiertas. Con el tiempo, la cubierta inferior recibió cañones de 32 libras.
Se los consideraba excesivamente grandes para su tipo y no tuvieron acogida hasta 1793. Cabe recordar que, a diferencia de épocas anteriores, el tamaño de la flota durante la Guerra de Independencia de los Estados Unidos se volvió mucho más importante en cantidad que en calidad.
El relativo éxito de los franceses en ese conflicto le valió un respeto considerable por parte de los británicos, incluso por el tamaño y las capacidades de los barcos. Después de la guerra se instalaron varios cañones grandes en buques de 74 cañones, inicialmente con énfasis en alargar la línea de flotación. En la década de 1790, bajo el visionario George Spencer, el proceso cobró impulso. Algunos de los barcos tenían cañones de 24 libras en la cubierta superior. Regularmente se les añadían capturas de buques franceses y su número creció rápidamente.

### Barco de 80 cañones y dos cubiertas
El tipo de 80 cañones y dos cubiertas fue, en líneas generales, barcos capturados por la Armada británica. El Almirantazgo no favorecía este tipo y probablemente emprendió la construcción de uno de esos barcos sólo para comprobar su impracticabilidad para Inglaterra. Por lo demás, este tipo se reponía con capturas a los franceses (a veces españoles). El primero en servicio británico fue el Foudrouyant, arrebatado a los franceses en 1758, y luego el antiguo Real Fénix capturado por el Reino Unido y renombrado como HMS Gibraltar en 1780.

#### Ventajas
| Año  | En servicio | En reparación o reserva |
| ---- | ----------- | ----------------------- |
| 1793 | 0           | 1                       |
| 1796 | 5           | 0                       |
| 1799 | 6           | 1                       |
| 1801 | 5           | 3                       |
| 1805 | 4           | 2                       |
| 1808 | 7           | 0                       |
| 1811 | 6           | 1                       |
| 1814 | 1           | 4                       |

Al ser más largo, el navío de 80 cañones tenía más armamento por cubierta que cualquier modelo de dos cubiertas, y el calibre de los cañones de la batería superior fue mayor desde un principio. En realidad, el cañón francés del buque de 80 cañones tenía un peso de salva mayor que el cañón británico del modelo de 98 cañones. Además, la línea de flotación más larga los hacía más rápidos y, con sólo dos cubiertas, navegaban mucho más ágilmente. Sus largas hileras de portas de cañón daban la impresión de un tamaño impresionante. Muchos marineros los consideraban mejores que cualquier otro barco. Sin embargo, a pesar de sus ventajas obvias, sólo dos navíos de 80 cañones fueron construidos en Gran Bretaña sirvieron en la Royal Navy entre 1793 y 1815. La aparente inconsistencia puede atribuirse a tres razones, que se detallan como sigue.

#### Inconvenientes
Lo más importante fue la falta de un papel claramente definido -al menos en la primera década de la guerra- para un barco tan costoso. No tenían ni camarotes capaces de satisfacer al almirante y su estado mayor, ni el impresionante aspecto de tres cubiertas. Así que los británicos prefirieron firmemente el tres cubiertas de 98 cañones.
La segunda razón es más sutil y a menudo escapa a la atención del investigador. El alargamiento excepcionalmente grande los hacía vulnerables al acaparamiento: curvatura del cuerpo debido al hundimiento desigual de los extremos. La menor flotabilidad de los extremos en comparación con la parte media ancha provocó su "hundimiento": con el tiempo, la plataforma adquirió una joroba notable. Antes de la introducción de la construcción diagonal por parte de Robert Seppings, era difícil crear un casco de más de 180 pies de largo con suficiente rigidez para cumplir con los requisitos británicos. Los barcos franceses y españoles sólo hicieron breves salidas, pero cuando los barcos de 80 cañones fueron sometidos a los rigores de un servicio casi continuo en el mar, su mantenimiento resultó extremadamente costoso.
La tercera y última razón fue que un número significativo de ellos fueron arrebatados al enemigo en batalla. De los barcos enumerados en la tabla, todos menos dos son capturados al enemigo. Para un tipo tan pequeño, es difícil generalizar sobre su uso. Pero al igual que otros barcos de primera clase, solían terminar en el Canal de la Mancha o en el Mediterráneo. Algunos buques insignia más ambiciosos descubrieron las ventajas del modelo de cañón del navío de 80 y fueron buques insignia, especialmente para campañas de invierno o en bloqueos estrechos: el vicealmirante Cornwallis enarboló la bandera en el HMS Caesar, un navío de 80 cañones, hasta que recibió un barco de primera clase.

### Roles y zonas de actuación
Un papel típico del barco de 64 cañones era el de buque insignia de convoyes en la protección del comercio, especialmente en el Mar del Norte y el Báltico, o como buque insignia en estaciones coloniales menores. Bien podría haberse encontrado en la línea contra el escuadrón enemigo, como en Pondicherry, pero aun así por lo general caminaba hacia el final. Debido a la débil salva, los 64 cañones intentaron mantenerse lo más lejos posible de las flotas principales.

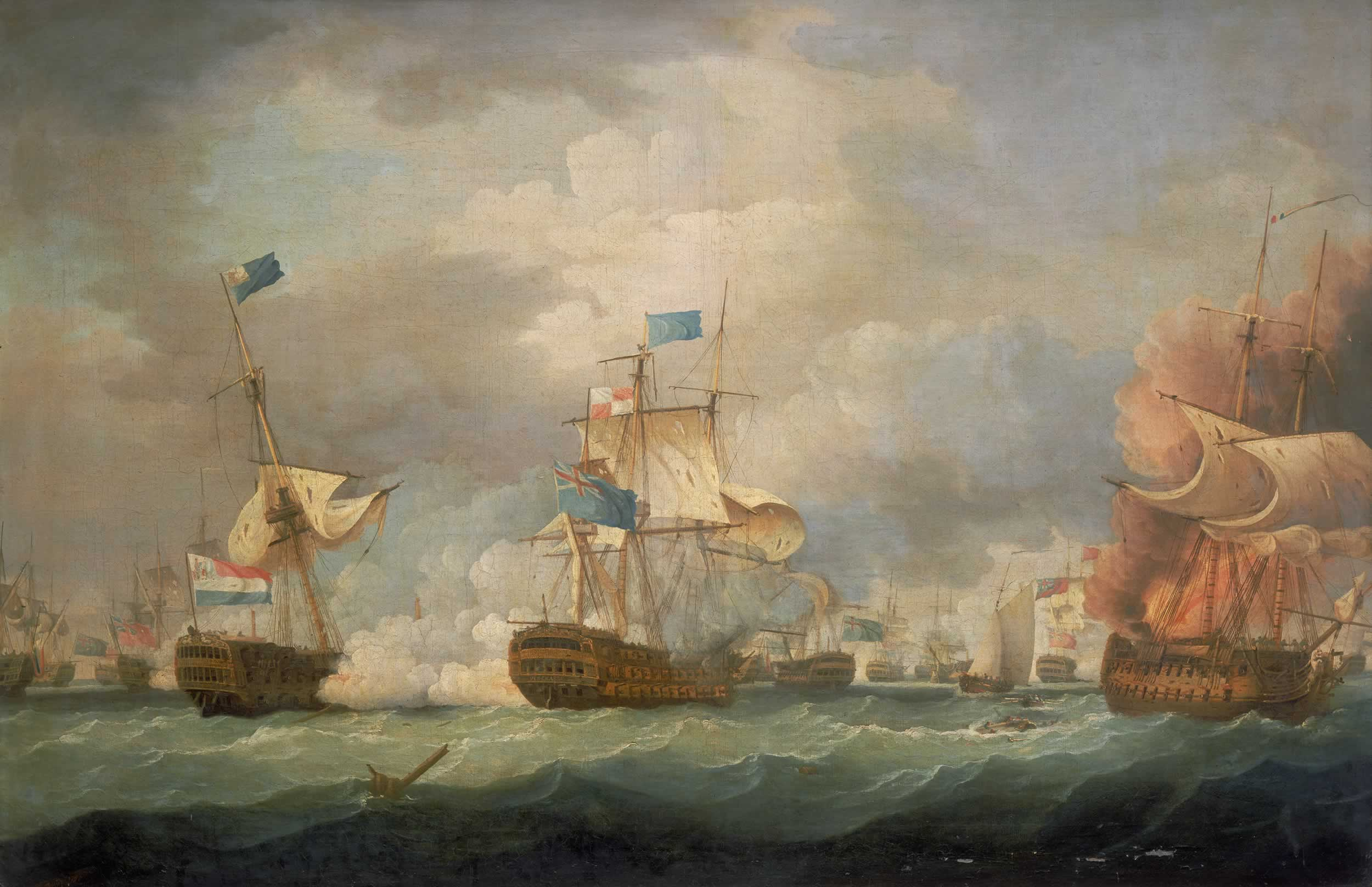
Batalla de Camperdown

Incluso en 1794, cuando había escasez de barcos de cualquier tipo, Lord Howe en el Canal no tenía ninguno, y durante el estrecho bloqueo rara vez se utilizaron en esta función. Como primera línea de defensa de Inglaterra, la Flota del Canal era la de los mejores barcos, mientas que los barcos de 64 cañones también estaban desapareciendo de otros escuadrones estratégicamente importantes. La flota mediterránea al mando de John Jervis tenía entonces sólo uno, y éste, característicamente, solía ser enviado en convoyes. La mayoría de ellos estaban en el escuadrón del Mar del Norte del almirante Duncan: 10, la mitad de su dotación nominal. Luego vino la estación de las Indias Orientales del contralmirante Rainier: seis de 64 cañones (con cuatro de 74 cañones y cuatro de 50 cañones). Se esperaba que sus oponentes fueran los holandeses, no los franceses. En la batalla de Camperdown, en octubre de 1797, había seis cañones de 64 en cada bando.
Si el barco de 100 cañones era el bastión de la línea de batalla, podría afirmarse que el barco de 74 cañones era su base y columna vertebral. Formó la mayor parte de la línea en todas las batallas importantes de la Era de la Vela (1756-1815). También era el barco óptimo para expediciones individuales y el papel de buque insignia para posiciones de ultramar (stations en inglés), donde la presencia de barcos de tres cubiertas no estaba justificada. Si estas funciones a veces se asignaban a otros barcos, era más probable que se debiera a una escasez crónica de barcos de 74 cañones.
Los grandes barcos de 1850-1900 toneladas (74-80 cañones) están asociados en la historia con la política de bloqueo de largo alcance de Howe y Alexander Hood. Se suponía que la fuerza principal pasaría la mayor parte de su tiempo en aguas confinadas en casa, sin estar expuesta a demasiados riesgos frente a la costa francesa. Se asignaron escuadrones costeros para vigilar los puertos enemigos. A su señal, la flota debía salir y perseguir al enemigo cuando intentaba abrirse paso. Es de suponer que esto requería barcos rápidos y, por tanto, más largos. Si ésta era realmente la lógica del Almirantazgo, estaba lejos de ser brillante. La velocidad de un escuadrón depende obviamente de su barco más lento. Es poco probable que alguien fuera a dejar atrás los lentos buques insignia de tres cubiertas. Más bien, esta tendencia puede atribuirse a un deseo general de mejorar la flota, ya que el Almirantazgo bajo Spencer y Chatham también invirtió en la construcción de grandes sloops-of-war.
La verdadera ventaja táctica de los "grandes"  navíos de 74 cañones era que podían formar una división rápida de la flota. En esta capacidad, pudieron aislar a los barcos enemigos que los perseguían o inmovilizar a sus fuerzas principales en la batalla hasta que llegaran las propias. Esta división se llamaba simplemente "rápida de dos cubiertas" y podía incluir barcos veloces de 74 cañones considerados "normales", pero los "grandes" eran sin duda mayoría. Combinados con cañones de 80 cañones capturados, formaron una fuerza naval ideal.
La victoria de Duckworth en Santo Domingo fue, por supuesto, el resultado de los esfuerzos de los grandes barcos de dos cubiertas, asistidos por un "ordinario" más el famoso HMS Agamenón, de 64 cañones.
A medida que mejoraron las tácticas de bloqueo, los grandes barcos de 74 cañones centraron cada vez más uso, especialmente cerca de la costa. Así, Sir Richard Strachan en Rochefort comandaba una fuerza homogénea de siete grandes barcos de dos cubiertas, enarbolando su bandera en el HMS Caesar, de 80 cañones.

## En Francia

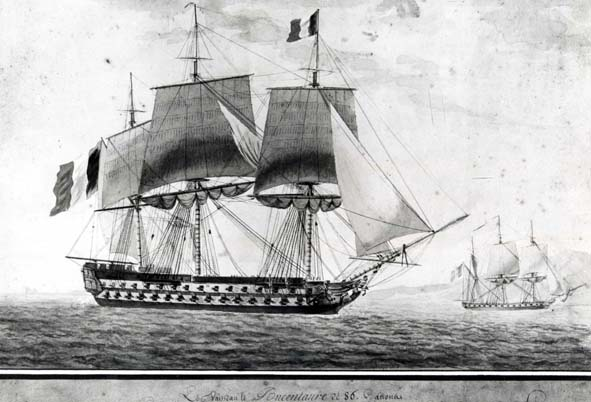
El Bucentaure francés, navío de 80 cañones de tercera clase, en 1803

En la marina francesa, la clasificación por rango se utilizó durante el reinado de Luis XIV. Los buques de tercera clase eran, según el reglamento de 1669, barcos de 900 a 1.000 toneladas armados con aproximadamente 50 cañones. En 1689 se reclasificaron en esta categoría buques de aproximadamente 1200 toneladas que transportaban entre 60 y 72 cañones. Son de dos cubiertas o, a veces, incluso tres.
Desde principios del siglo XVIII, los buques de guerra franceses se clasifican cada vez más según su armamento: en las categorías de buques de "64 cañones" y de "74 cañones" (ejemplo: el buque de 64 cañones Artésien, botado en 1765; el de 74 cañones Marseillois botado en 1766; o la clase Téméraire de 1782), reemplaza a la denominación de "tercera clase".
Hay que tener en cuenta que el uso de términos como "tercera categoría" en la literatura puede generar confusión: la Armada francesa tenía un sistema diferente de cinco rangos, pero algunos autores británicos utilizan la clasificación de "tercera categoría" de la Royal Navy cuando hablan de un buque francés de 74 cañones, lo cual es incorrecto.